# Kélou Bital Diguel
Kélou Bital Diguel, de son vrai nom Akhayé Dahalob, née vers 1911 et morte le 5 janvier 1997 à Toukra (9e arrondissement de N'Djaména), est une Tchadienne connue pour avoir été photographiée vers 1950 par le photographe français Robert Carmet et dont l'image est utilisée comme emblème sur les sceaux officiels et administratifs de la république du Tchad,.

## Histoire
Issue de la famille régnante de Toukra, un petit village à la sortie sud de N'Djaména, Kélou Bital Diguel est la fille unique de Adoum Dahalop. Dans la tradition des Arabes choua, l'ethnie du Tchad dont elle est issue, si une fille naît au milieu des garçons, elle est appelée Kélou ou Akhayé. Elle n'a pas dérogé à cette règle, s'appelant à la fois Kélou et Akhayé. Kélou Bital Diguel signifie « Kélou, fille de Diguel », en référence au village de son premier époux, dont il était le chef.
Vers 1950, alors qu'elle vend du lait au village de Chagoua, Kélou Bital Diguel fait la rencontre du photographe français Robert Carmet, qui devient son client puis, au fil du temps, lui demande à elle et à sa camarade de lui livrer le lait à domicile. Subjugué par la beauté de Kélou et de ses tresses faites à base de poils de mouton, Carmet commence à la photographier chaque fois qu'elle se présente pour lui livrer le lait. L'une des photographies de ce shooting est publiée dans un timbre postal en France et cette même photo est choisie par les autorités de la République naissante du Tchad comme sceau et symbole officiel.

## Symbole du Tchad

### Symbole officiel
Kélou Bital Diguel est connue pour avoir été choisie par François Tombalbaye, premier président après l'indépendance, comme symbolisant la beauté de la femme tchadienne et devenir, à ce titre, le symbole du pays. Depuis 1960, son image figure sur le sceau de l'État et les tampons et documents officiels de la république du Tchad.

### Hommages
Considérée comme une « icône sacrée de la femme tchadienne », de nombreux hommages ont été rendus à Kélou Bital Diguel, simple vendeuse de lait devenue emblème de la République :
- En 1998, une série de timbres commémoratifs de 50, 100, 150, 300 et 400 francs CFA a été émise par le Tchad en faisant figurer son visage désormais célèbre[3] ;
- Une statue en bronze de 7 mètres la représentant tenant un globe terrestre dans la main gauche et un livre portant la devise nationale « Unité - Travail - Progrès » dans la main droite, intitulée Madame Africa, réalisée par le sculpteur italien Ignazio Campagna et inaugurée le 28 novembre 2010[4], est installée dans la cour du musée national du Tchad à N'Djaména[2].

## Décoration
- Chevalier de l'ordre du mérite civique du Tchad, à titre posthume (décernée le 14 février 1997 par Idriss Déby)[5]